# Amaterasu Patera
Amaterasu Patera est une patera, ou cratère à bords complexes, situé sur Io, satellite galiléen de Jupiter. Sa température a été estimée, le 5 mars 1979, à environ 218 K (−55 °C). C'est l'une des formations géologiques les plus sombres d'Io. Aussi la mesure de son spectre thermique a permis d'établir une corrélation inverse entre l'albédo et les températures des points chauds du satellite. Cette structure s'est encore assombrie depuis la première orbite de la sonde spatiale Galileo. Elle a un diamètre proche de 100 km et est localisée par 38,1° N et 306,5° W. Elle a été baptisée d'après la déesse japonaise du soleil : Amaterasu. Au nord se trouvent Kinich Ahau Patera et Dazhbog Patera, et à l'ouest Manua Patera et Fuchi Patera.